# Circolatore (elettronica)
In elettronica il circolatore è un componente elettronico non reciproco per microonde costituito da una cavità circolare dotata di tre o più porte sul perimetro. Il circolatore è caratterizzato da un senso di rotazione evidenziato da una freccia stampata sull'involucro tale che il segnale introdotto da una porta fuoriesce dalla porta adiacente nel senso indicato.

## Descrizione
Un utilizzo tipico del circolatore a tre porte si ha come separatore dei segnali in un sistema ricetrasmettitore a microonde. Ad una porta è collegata la cavità trasmittente, alla porta successiva è collegata, attraverso un cavo coassiale o una guida d'onda, l'antenna, infine alla porta rimanente l'unità ricevente. Il segnale prodotto dalla cavità trasmittente è inviato dal circolatore all'antenna per l'emissione, e non all'unità ricevente. Il segnale ricevuto dall'antenna è inviato all'unità ricevente ma non alla cavità trasmittente.
Un altro esempio diffuso di circolatore è quello a quattro porte che sfrutta l'effetto Faraday.